# Bevrijdingsdag

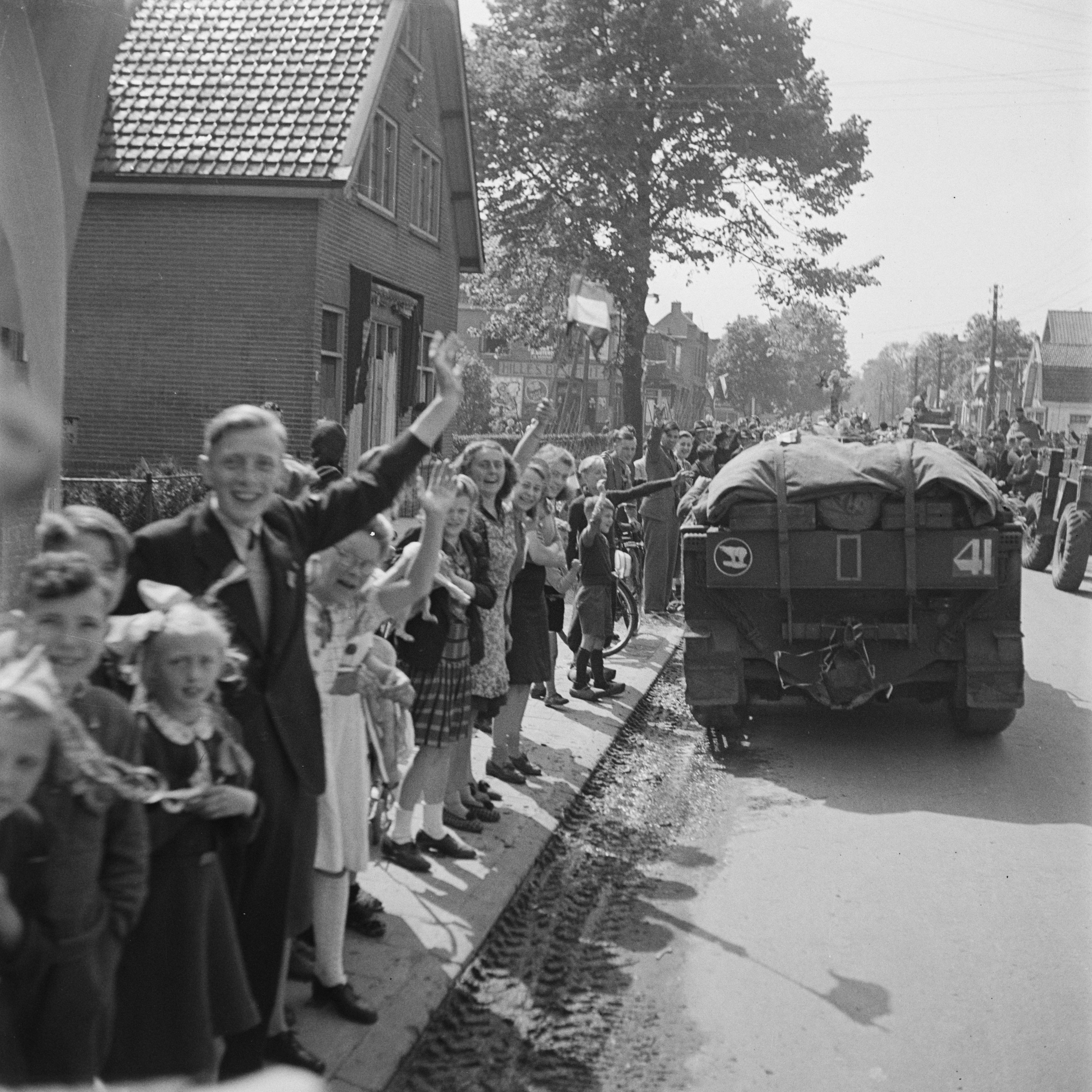
Soldaten der First Canadian Army rücken am 7. Mai 1945 in Utrecht ein

Am 5. Mai wird in den Niederlanden mit dem Bevrijdingsdag (deutsch: Befreiungstag) das Ende der deutschen Besatzung im Zweiten Weltkrieg gefeiert. Es handelt sich um einen offiziellen Feiertag der Niederlande. Verbunden sind die Feierlichkeiten mit Gedenkfeiern, die vom Nationale Dodenherdenking (deutsch: Nationales Totengedenken), dem nationalen Volkstrauertag am Vortag, dem 4. Mai eingeleitet werden.

## Historischer Hintergrund
Am 4. Mai 1945 unterzeichnete eine deutsche Verhandlungsdelegation unter Leitung von Hans-Georg von Friedeburg im Auftrag des letzten Reichspräsidenten Karl Dönitz, der sich zuvor mit der letzten Reichsregierung nach Flensburg-Mürwik abgesetzt hatte, die Teilkapitulation der Wehrmacht für Nordwestdeutschland, Dänemark und die Niederlande. Die Kapitulationserklärung erfolgte gegenüber dem britischen Feldmarschall Bernard Montgomery im taktischen Hauptquartier der britischen Truppen auf dem Timeloberg bei Wendisch Evern nahe Lüneburg. Sie sollte aber erst am 5. Mai um 8:00 Uhr in Kraft treten. Am besagten 5. Mai verhandelten zudem der kanadische General Charles Foulkes und der deutsche Oberbefehlshaber Johannes Blaskowitz im Beisein von Prinz Bernhard als Kommandant der inländischen Streitkräfte in den Ruinen des weitgehend zerbombten Hotel de Wereld in Wageningen hinsichtlich der Kapitulation der deutschen Truppen in den Niederlanden. Blaskowitz erreichte schließlich, dass die deutschen Truppen unbehelligt nach Ostfriesland in die Internierung gehen konnten, nachdem er damit gedroht hatte, andernfalls weite Teile des Landes mit Seewasser überfluten zu lassen. Am Folgetag, dem 6. Mai 1945, wurden die vorbereiteten Kapitulationsbedingungen für das Gebiet des „Reichskommissariats Niederlande“ in der nahe dem Hotel gelegenen Aula der Landbauhochschule unterzeichnet. – Sowohl das kanadische Kriegsmuseum in Ottawa als auch das Museum de Casteelse Poort in Wageningen behaupten, den Füllhalter zu besitzen, mit dem Foulkes die Dokumente unterzeichnete.

## Geschichte
1958 wurde festgelegt, den Bevrijdingsdag alle fünf Jahre zu feiern. 1990 wurde das Datum vom 5. Mai festgelegt und zu einem jährlichen Feiertag erklärt, an dem der deutschen und japanischen Besetzung gedacht wird. Seither ist der Tag im niederländischen Allgemeinen Fristengesetz („Algemene Termijnenwet“) ein gesetzlicher Feiertag.
Im Jahr 2012 sprach der damalige Bundespräsident Joachim Gauck als erster Deutscher anlässlich des Tags der Befreiung in den Niederlanden.

„Ich bin im Jahre 1940 geboren, dem Jahr, in dem die Niederlande Opfer der deutschen Großmachtpolitik und des deutschen Rassenwahns wurden.
Es ist für einen Deutschen – und ganz gewiss für mich – nicht selbstverständlich, dass ich heute hier bei Ihnen stehen und gar zu Ihnen sprechen darf.
Das Nationalkomitee hat meinem Land und mir mit dieser Einladung großes Vertrauen entgegengebracht – ein Geschenk, das wir nicht vergessen werden.“

In seiner Rede betonte er das Bewusstsein für die deutsche Schuld und erinnerte an die mehr als 100.000 ermordeten niederländischen Juden, die 500.000 niederländischen Zwangsarbeiter, das Flächenbombardement Rotterdams und die niederländischen Widerstandskämpfer.
2020 wurde der Tag unter dem Motto 75 Jahre Freiheit begangen.
2023 nahm Hendrik Wüst als erster Ministerpräsident eines deutschen Bundeslandes an den diesmal in Zwolle durchgeführten Feierlichkeiten teil. Da in diesem Jahr der Westfälische Friede 375. Jubiläum hatte, wurde zudem das Freiheitsfeuer erstmals über die niederländisch-deutsche Grenze in einer Staffel nach Münster gebracht.

## Ablauf der Feierlichkeiten
Im ganzen Land werden zahlreiche Aktivitäten organisiert. Die offiziellen Feierlichkeiten werden in Zusammenarbeit mit dem Nationalkomitee 4. und 5. Mai organisiert. In den Niederlanden finden an diesem Tag vierzehn „Befreiungsfestivals“ statt, beispielsweise das Gelderse Bevrijdingsfestival in Wageningen und seit 1980 das größte Festival Bevrijdingspop im Stadtwald Haarlemmerhout von Haarlem. Die nationale Feier zum Befreiungstag wird am Abend des 5. Mai mit einem Konzert auf der Amstel in Amsterdam abgeschlossen.

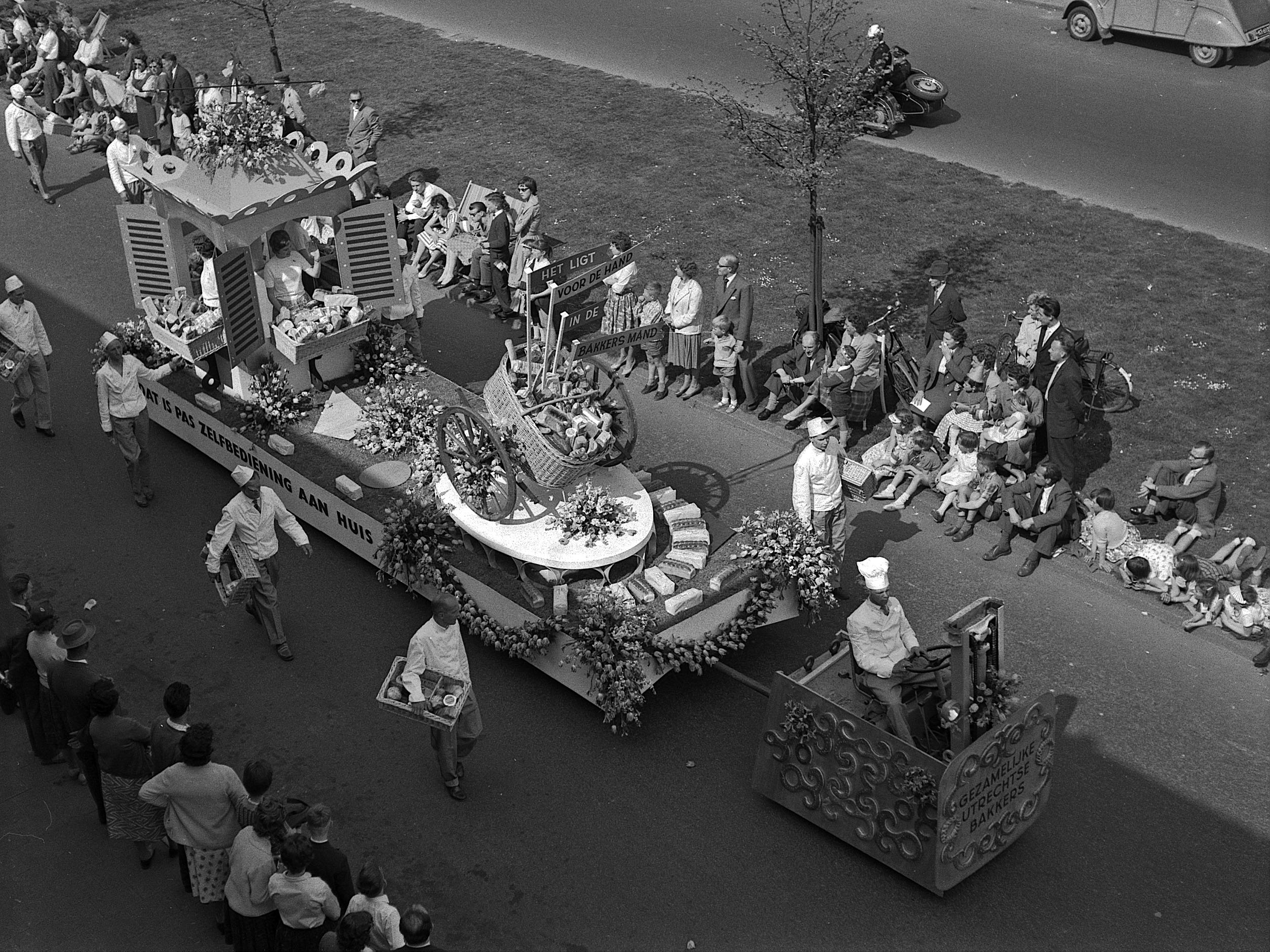
Bild von einem Umzug zu den Feierlichkeiten in Utrecht 1960
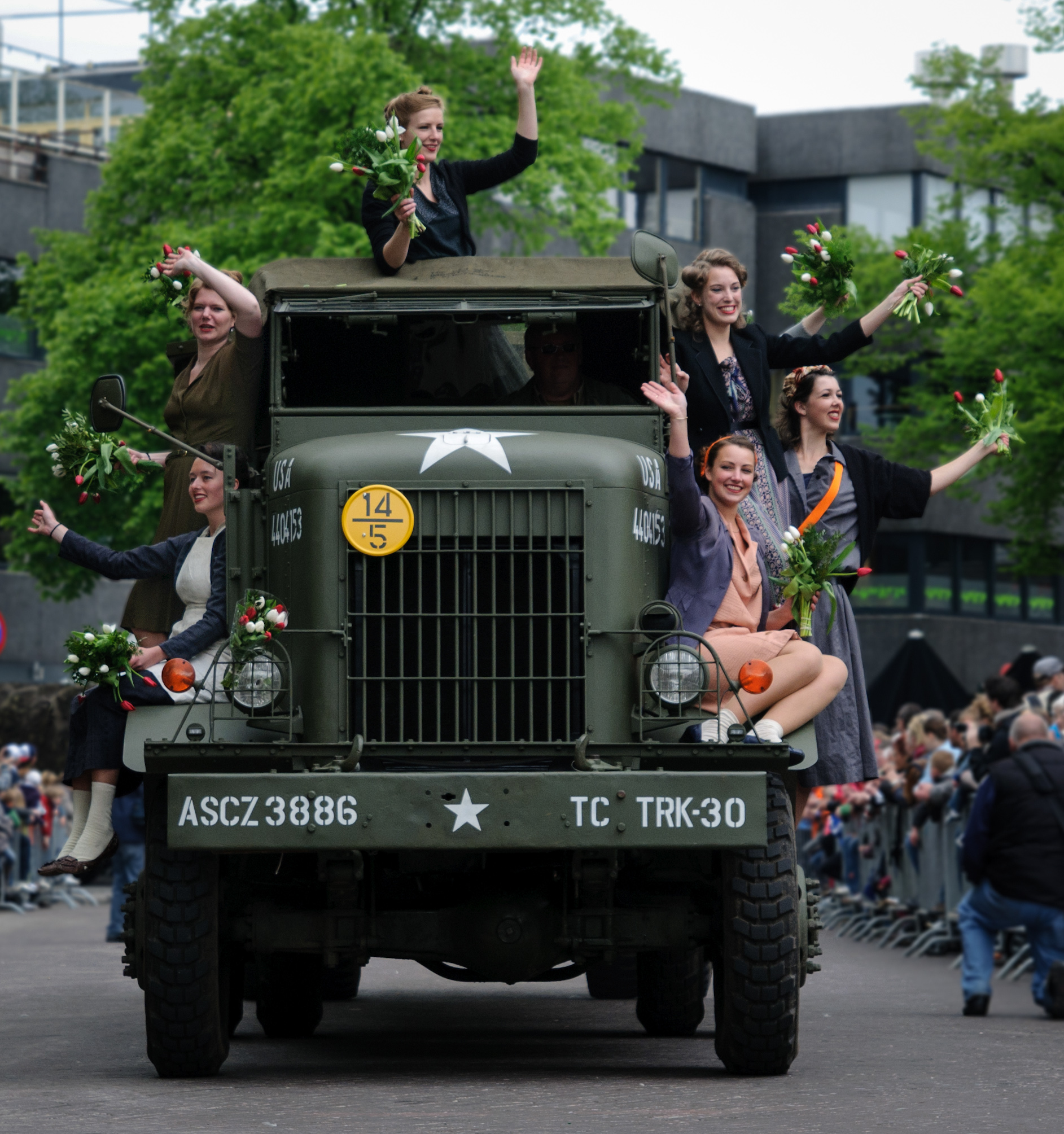
Bild von den Feierlichkeiten in Enschede 2010
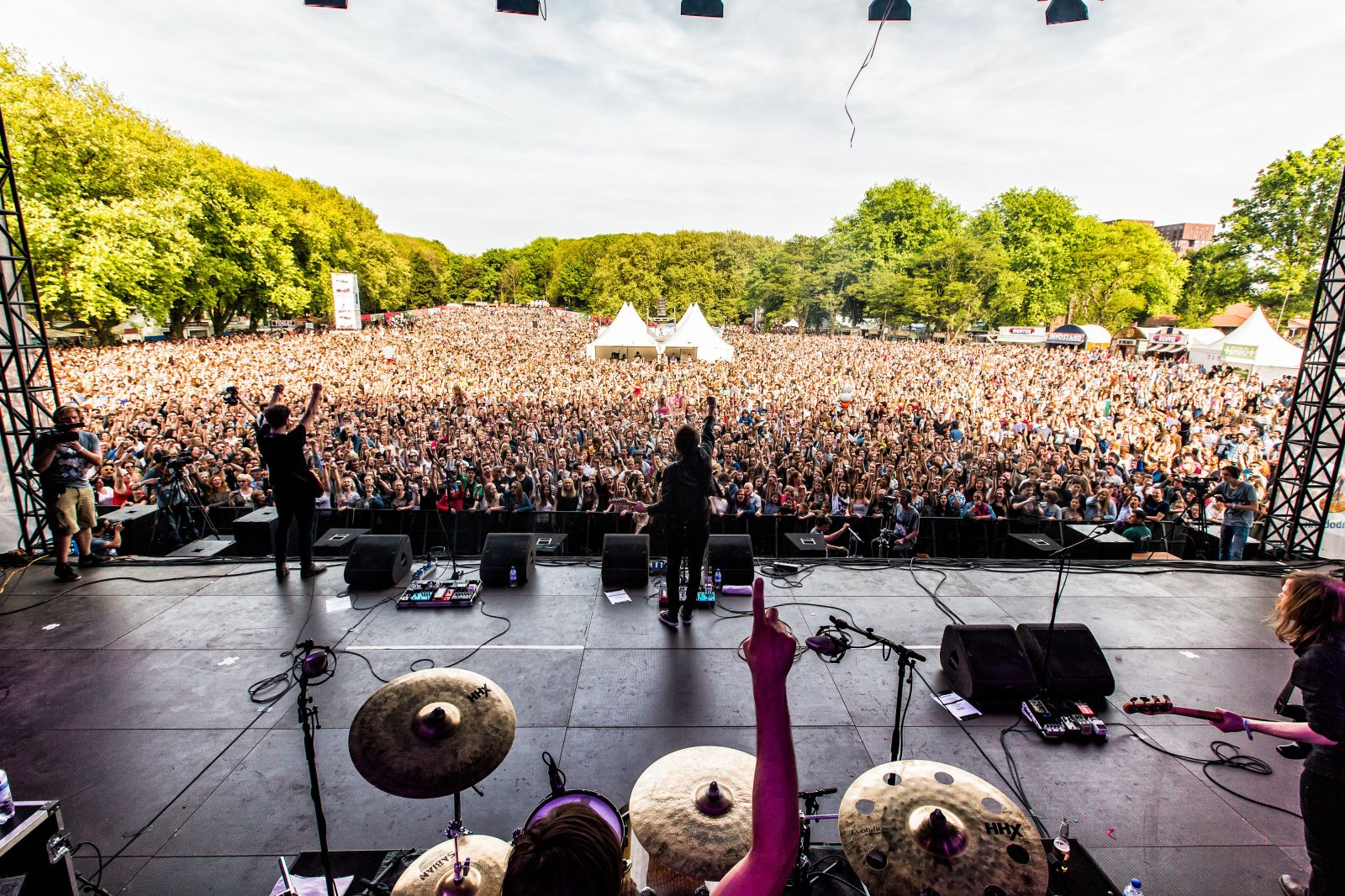
Festival zum Bevrijdingsdag in Utrecht